# 垦利区社区管理委员会
垦利区社区管理委员会，是中华人民共和国山東省东营市垦利区下辖的一个类似乡级单位。
垦利区尚为垦利县时，此类似乡级单位即已存在。

## 行政区划
垦利区社区管理委员会下辖以下地区：
和平社区、永兴社区、新兴社区、振兴社区、中兴居民社区、万光社区、胜兴社区和佳苑社区。